# Angry Birds (film)
Angry Birds (în engleză The Angry Birds Movie) este un film din anul 2016 3D animat pe calculator de acțiune, aventură și comedie bazat pe seria de jocuri video cu același nume. Filmul a fost regizat de Clay Kaytis și Fergal Reilly (în debutul lor regizoral), produs de John Cohen și Catherine Winder și scris de Jon Vitti. Filmul a fost produs de Columbia Pictures și Rovio Animation, animat de Sony Pictures Imageworks, și distribuit de Sony Pictures Releasing, cu starurile Jason Sudeikis, Josh Gad, Danny McBride, Maya Rudolph, Kate McKinnon, Sean Penn, Tony Hale, Keegan-Michael Key, Bill Hader și Peter Dinklage. A fost lansat în Statele Unite pe 20 mai 2016 și a primit recenzii mixte de la critici și a avut încasări de peste 229 millioane de dolari.
O continuare, Angry Birds 2, a fost lansată pe 13 august 2019, și a fost coprodusă cu Sony Pictures Animation.